# Махмуд-шах Туґлак
Махмуд-шах Туґлак (*д/н —1413) — останній делійський султан з династій Туґлак у 1394–1413 роках.

## Життєпис
Був сином султана Мухамад-шаха. Про молоді роки немає відомостей. Після раптової смерті у 1394 році старшого брата Алауддіна Сікандар-шаха оголосив себе новим султаном. Втім його владу оскаржив інший родич Нусрат-шах. Було домовлено про співволодарювання. Махмуд-шах посів у Делі, а Нусрат-шах — у Фірузобаді. Зберіг посаду першого візира за Малік Сарваром, другим візиром призначив Маллу Ікбала Лоді (відомого в подальшому як Малік Ікбал), котвалом Делі — Даулат-хана Лоді, стриєчний брат останнього — Саранг Хан Лоді — отримав як ікту Діпалпур. 1394 року Малік Сарвар отримав владу в Джаунпурі, а Малік Ікбал став першим візиром, який набув швидко чималого впливу разом з усім родом Лоді.
Водночас все більшу владу та самостійність отримували маліки (намісники) Бенгалії (Гіяс ад-дін Азам-шах), Гуджарата (Музаффар-хан), Мальви (Ділавар-хан), Хандеша (Насір-хан Фарукі), Джаунпуру, князі Раджастани.
У 1398 році до султанату вдерлися війська амір Тимура. Спочатку його онук Пір-Мухаммед захопив Мултан, згодом інший онук Мухаммед-Султан — Лахор. Спроба зупинити війська Тимура при Бхатнірській фортеці виявилася невдалою. Зрештою Махмуд-шах очолив головні сили султанату у запеклій битві при Паніпаті 17 грудня 1398 року, де армія Туґлака зазнала цілковитої поразки. Наступного дня Делі було захоплено ворогом, а Махмуд-шах спочатку втік до гуджарату, а потім до Малви.
Лише у 1399 року він зробив декілька спроб повернутися, втік Махмуд-шаху довелося боротися з намісниками Тимура з роду Хизр-хана. Водночас права на владу висунув афганській рід Лоді. У 1401 році повернувся до Делі, де фактичну владу мав візир Малік Ікбал Лоді. Того ж року оголосив себе султаном малік Малви, а у 1407 році — Гуджарату. Влади у Махмуд-шаха фактично не залишилося. Зрештою у 1413 році він гине або вмирає при нез'ясованих обставинах.